# Ebo von Reims
Ebo von Reims (auch Ebbo; * wohl 778; † 20. März 851 in Hildesheim) war von 816 bis 835 und von 840 bis 841 Erzbischof von Reims und von 845 bis 851 Bischof von Hildesheim.

## Leben

### Herkunft und früher Werdegang
Ebo war nach dem Inhalt einer Schmähschrift der einzige Sohn eines auf einem Krongut arbeitenden sächsischen leibeigenen Bauern und Milchbruder des späteren Kaisers Ludwig des Frommen. Seine Mutter hieß Himiltrudis. Ebo erhielt von Karl dem Großen seine Freiheit und wurde an der kaiserlichen Hofschule an der Aachener Königspfalz als Mitschüler Ludwigs des Frommen für eine kirchliche Laufbahn erzogen. Da er zwar zum Freien („liber“), aber nicht zum Edlen („nobilis“) erhoben worden war, verspottete ihn später der Biograph Ludwigs des Frommen, Chorbischof Thegan von Trier, indem er ihn als niederen Bauern und Sklaven bezeichnete, dessen Vorfahren Ziegenhirten gewesen seien.
Ebo war begabt, ehrgeizig und tatkräftig und stieg rasch auf. Schon 814 soll er Abt gewesen sein. Er wurde zu Ludwig dem Frommen nach Aquitanien entsandt, um diesem bei der Verwaltung seines Teilkönigreichs zu assistieren. Ludwig machte ihn zu seinem Bibliothekar. Schon im Herbst 816 ernannte ihn der nunmehrige Kaiser Ludwig der Fromme zum Erzbischof von Reims, als Nachfolger Wulfars. Damit war er bis zur Jahrtausendwende der einzige nichtadelige Bischof beidseits des Rheins.

### Erzbischof von Reims

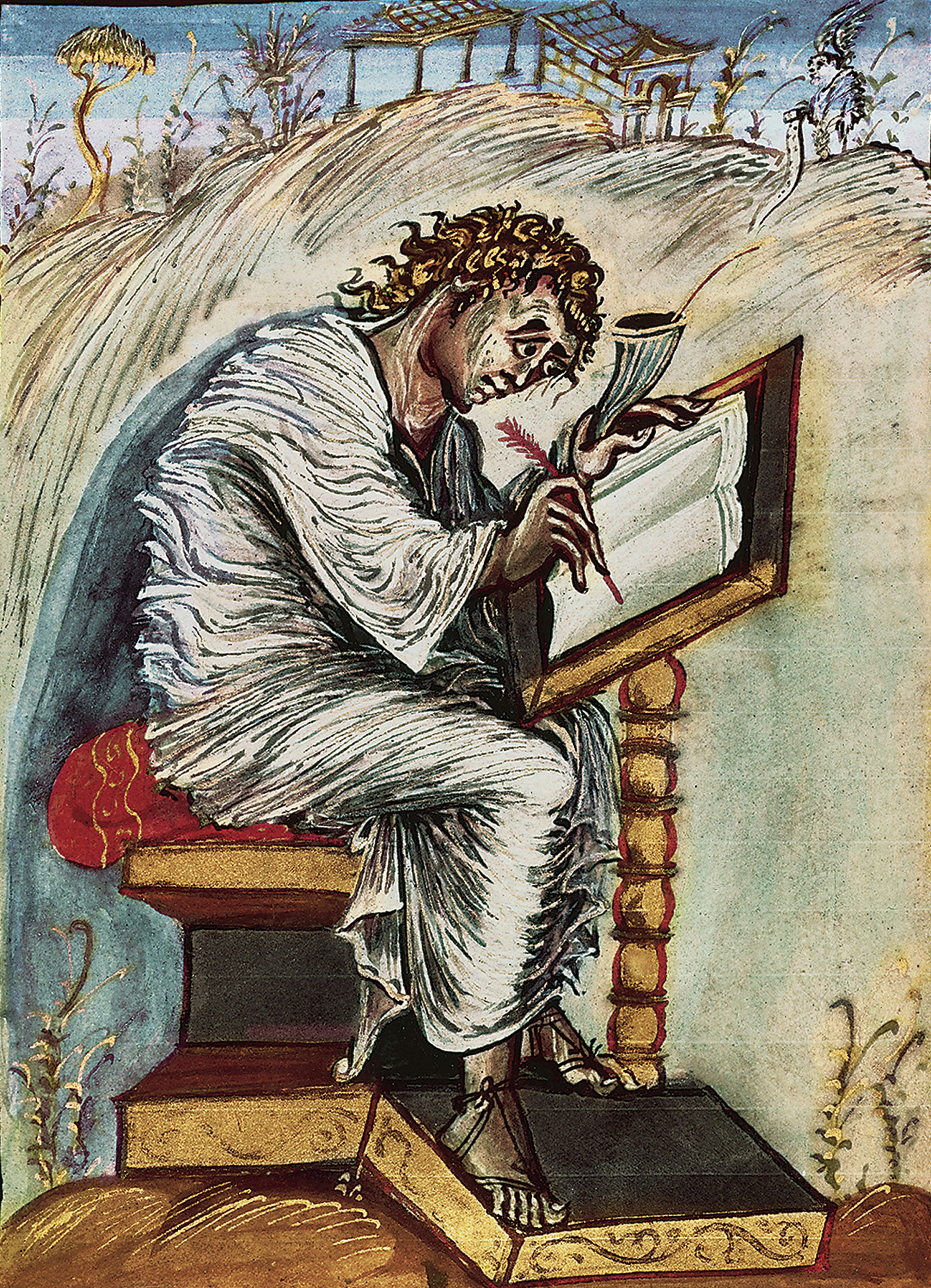
Evangelistenbild Matthäus’ aus dem karolingischen Ebo-Evangeliar (Reims, um 825).

In Reims wahrte und erweiterte Ebo zielstrebig Besitz, Rechte und Privilegien seines Sprengels, wobei ihm das Vertrauen und die Freundschaft des Kaisers dienlich waren. Eine Reihe von Kirchen und Gütern im Umkreis von Reims, die dem Stift zuvor entfremdet worden waren, kamen auf kaiserliche Anweisung wieder in den Besitz des Erzbistums. Zum Wiederaufbau der verfallenden Kathedrale, einem Vorgängerbau der berühmten Kathedrale von Reims, wurden Ebo die Stadtmauern und Tore von Reims überlassen und die üblichen Arbeitsleistungen seiner Kirche für die Pfalz in Aachen erlassen.
827 gestaltete Ebo die Abtei Montier-en-Der im Sinne der von Benedikt von Aniane begonnenen Reform aus einem Stift von Kanonikern wieder zu einem Benediktinerkloster um. Um Missbräuchen zu wehren, verfasste er eine Zusammenstellung der Amtspflichten von Pröpsten, Archidiakonen, Chorbischöfen und Bischöfen, in der er deren Stellung, Rechte und Pflichten präzisierte und scharf umgrenzte. Nach der Pariser Synode von 829, die sich gegen den Wirrwarr der verschiedenen im Gebrauch befindlichen Bußbücher ausgesprochen hatte, beauftragte er seinen Suffraganbischof Halitgar von Cambrai, ein neues Bußbuch zu erarbeiten, um der herrschenden Verwirrung ein Ende zu bereiten. 832 stellte er im Auftrage Ludwigs die Ordnung im Kloster St. Denis her.
Ebo war eitel und geltungssüchtig, und als mächtigem Kirchen- und Reichsfürsten mangelte es ihm nicht an echten und falschen Anhängern und Verehrern. Die Huldigungen des Erzbischofs Agobard von Lyon, der ihm einen theologischen Traktat widmete, und die Verse des Walahfrid Strabo schmeichelten ihm, ebenso wie das Lobgedicht im Evangeliar aus dem Kloster Hautvillers bei Épernay, dem so genannten „Ebo-Evangeliar“.

### Nordische Mission
Ebo und Erzbischof Agobard von Lyon gehörten zu den führenden Köpfen der religiös aufgeladenen Reichseinheitspartei (ein Gott, eine Kirche, ein Reich) und zu denen, die Ludwig den Frommen dazu brachten, die christliche Mission nördlich der Reichsgrenzen wieder zu beleben. Die Zeit schien günstig. Der dänische Wikingerkönig Gudfred, ein mächtiger Gegner Karls des Großen, war 810 ermordet worden, sein Neffe und Nachfolger Hemming war bereits 812 gestorben, und um seine Nachfolge wurden erbitterte Erbfolgekriege geführt. Die Bekehrung der Dänen zum Christentum war für das Frankenreich von Interesse, da man mit einer Taufe des seit 812 mit den Söhnen Gudfreds um die Vorherrschaft in Dänemark kämpfenden Harald Klak diesem die Herrschaft dort zu sichern und sein Vasallenverhältnis zu Ludwig zu stärken hoffte. Um die Unterstützung Kaiser Ludwigs zu erhalten, war Harald Klak schon 814 dessen Lehnsmann in Friesland geworden. Ebos Einsatz für die nordische Mission war somit weniger auf Glaubenseifer als auf Ehrgeiz und vollem Einverständnis mit Ludwigs Reichspolitik begründet.
Nach Erhalt des Missionsauftrags des Kaisers und der Zustimmung des Reichstages zu Attigny 822, auf dem Ludwig seinen öffentlichen Bußakt ausgeführt hatte, reiste Ebo nach Rom, wo er 822 oder 823 mit einer Papstbulle von Papst Paschalis I. den Missionsauftrag für den Norden erhielt, ohne dass das Missionsgebiet dabei näher umschrieben wurde. Damit wurde Ebo Missionsvikar und Missionslegat des Papstes nach dem Vorbild des Bonifatius. Der Papst schärfte Ebo auch ein, in allen Zweifelsfragen bei ihm rückzufragen, wie es schon für Bonifatius gegolten hatte.
Im Sommer 823 unternahm Ebo seine erste Missionsreise nach Dänemark, begleitet von den Bischöfen Halitgar von Cambrai und Willerich von Bremen. Als Stützpunkt und geistliche Bildungsstätte für die dänische Mission gründete er im heutigen Münsterdorf in Holstein am Ufer der Stör im Schutz der Wallburg Esseveldoburg (in oder bei dem späteren Itzehoe) ein kleines Bethaus, die „Cella Welana“ (oder Cella Wellana, auch Cella Welanao).
Im Verlauf der nächsten drei Jahre, allerdings mit langen Unterbrechungen (bezeugt ist z. B. seine Anwesenheit auf dem Reichstag zu Compiègne im November 823), widmete sich Ebo, dessen Bestellung zum Legaten von Papst Eugen II. (824–827) erneuert worden war, bei langen Sommeraufenthalten der Missionsarbeit in Dänemark. Er gewann aber weder Harald Klak noch andere der dänischen Großen für das Christentum, und der erbitterte Erbkrieg zwischen Harald Klak und den Söhnen Gudfreds zwang ihn schließlich, seine missionarische Arbeit aufzugeben.
Die Position Harald Klaks, der seit 821 in einer unsicheren Ko-Regentschaft mit Gudreds Sohn Horik I. in Dänemark geherrscht hatte, war zunehmend schwächer geworden. Zwar hatte Ebo noch 825 ein neues Abkommen zwischen Harald und Horik vermittelt, aber dies war angesichts der tiefsitzenden Feindschaft der Antagonisten nur von kurzer Dauer. Die offensichtliche Parteinahme der Franken für Harald war nicht angetan, den Argwohn Horiks und der dem Christentum zumeist ablehnend gegenüberstehenden Bevölkerung zu besänftigen. 826 reiste Harald auf Einladung Kaiser Ludwigs nach Ingelheim, wo er auf einer Reichsversammlung mit großem Gepränge in der dortigen Kaiserpfalz empfangen wurde. Am 24. Juni ließ er sich mit seiner Frau und seinem Sohn Gottfried in ihrem Gefolge im Stift St. Alban bei Mainz taufen. Ludwig selbst wurde Haralds Pate und belehnte ihn mit der Grafschaft Rüstringen im Nordosten Frieslands. Auf seiner Rückreise 827 begleitete Harald der bisherige Vorsteher der Klosterschule von Corvey, Ansgar, der die nordische Mission dort fortsetzen sollte. Harald wurde aber schon im gleichen Jahr endgültig aus Dänemark vertrieben; tatsächlich ist nicht einmal gesichert, ob er überhaupt dänischen Boden noch einmal betrat. Seine Taufe hatte weder die Ausbreitung des Christentums gesichert noch der Mission selbst genützt. Er musste sich mit den Hoheitsrechten in Friesland begnügen, wo er sich durch Raubzüge im Nordseebereich einen Namen machte.
Die dänische Mission wurde erst nach 831 durch Ansgar wieder aufgenommen. Vermutlich im November 831 war Ebo bei der Weihe Ansgars zum Erzbischof von Hamburg anwesend. Ansgar wurde der neue Legat Roms für die nordische Mission, und Ebo verständigte sich mit ihm dahingehend, dass die Missionstätigkeit in Schweden unter seiner Aufsicht bleiben und von seinem Neffen Gauzbert geleitet werden sollte, während Ansgar die Dänenmission übernahm.

### Absetzung Ludwigs des Frommen
Die Jahre 831–833 brachten eine entscheidende Wende im Leben Ebos: aus dem Freund und Vertrauten Kaiser Ludwigs wurde ein erbitterter Feind, der bei der Entmachtung des Kaisers durch seine Söhne eine zentrale und unwürdige Rolle spielte.
Ludwig hatte schon 817 mit der Ordinatio imperii die Erbfolge unter seinen drei Söhnen geordnet. Um die Einheit des Reiches zu wahren, sollte zwar jeder ein Teilkönigreich erhalten, aber doch innerhalb eines einzigen Großreiches unter dem zukünftigen Kaiser Lothar, dem ältesten der Söhne. Diese von den Großen des Reiches nahezu einhellig mitgetragene Regelung stieß er aber 829 zugunsten seines 823 aus seiner zweiten Ehe geborenen Sohnes Karls des Kahlen um. Kaiserin Judith hatte schon bald nach der Geburt ihres Sohns Karl (am 13. Juni 823) einen Ring an Ebo in Dänemark übersandt und ihn gebeten, den jüngsten Kaisersohn niemals im Gebet zu vergessen. Ebos Position und Einfluss und sein entschiedenes Eintreten für die Reichseinheit ließen sie befürchten, dass er gegen ihre Pläne einer territorialen Ausstattung Karls und somit einer Änderung der Ordinatio imperii von 817 eintreten würde.
In der Tat sprachen sich Ebo und andere Kirchenfürsten auf der Pariser Synode von 829 gegen Ludwigs neue Erbteilungspläne aus. Dennoch unterstützte Ebo die erste Empörung der drei älteren Kaisersöhne im Jahre 830 noch nicht. Erst 831 wurde er Parteigänger Lothars und seiner Brüder in deren Kampf gegen ihren Vater.
Dabei spielte die Einmischung des Papstes Gregor IV. (827–844) in den Erbstreit zugunsten Lothars sicherlich eine Rolle, wie auch Ebos Befürchtungen, dass mit der gefährdeten Reichseinheit, die der Ordinatio imperii von 817 zu Grunde lag und deren Aufrechterhaltung von den Empörern gefordert wurde, zugleich sein eigener Einfluss auf die Reichspolitik in Gefahr geraten würde. Als Vertreter der kirchlichen Herrschaftsansprüche, die sich gerade dank der Regierungsmaximen Ludwigs entfaltet hatten, wechselte Ebo in das Lager der Kaisergegner. Seine Verdrängung aus dem kaiserlichen Rat, die später auf schwere Verbrechen zurückgeführt wurde, mag ihn zusätzlich motiviert haben. Nur ein Versprechen Lothars, ihm die Abtei Saint-Vaast bei Arras zu schenken, dürfte nicht gereicht haben, ihn von der Seite Ludwigs weichen zu lassen.
Mit gnadenloser Härte und leidenschaftlicher Gehässigkeit leitete Ebo die kirchliche Versammlung, die am 13. November 833 im Kloster Saint-Médard bei (heute in) Soissons die kirchliche Sanktionierung des Absetzungsurteils brachte und die demütigende öffentliche Bußstrafe über seinen früheren Wohltäter verhängte. Als Abgesandte der von Lothar im Oktober in Compiègne abgehaltenen Reichsversammlung hielten Ebo und Erzbischof Agobard von Lyon dem Kaiser seine angeblichen Vergehungen vor, überreichten ihm ein „Sündenregister“, und zwangen ihn, ein vorher aufgesetztes Schuldbekenntnis zu verlesen, seine Waffen abzulegen, ein Büßergewand anzuziehen, der Welt zu entsagen und sich des Throns unwürdig zu erklären. Die Kaiserin Judith wurde nach Tortona in Italien verbannt, ihr Sohn Karl der Kahle in strenge Haft ins Kloster Prüm überführt. Zur Belohnung erhielt Ebo von Lothar die reiche Abtei Saint-Vaast.

### Absetzung und Gefangenschaft
Der nach der Entmachtung des Kaisers einsetzende Kampf der Söhne um das Reich brachte einen erneuten Umschwung. Ludwig der Deutsche und Pippin von Aquitanien verbündeten sich gegen ihren Bruder Lothar und erzwangen die Freilassung ihres Vaters, der am 1. März 834 in St. Denis wieder als Kaiser eingesetzt wurde.
Ebo war nicht unter denen, die in St. Denis um Verzeihung für ihren Abfall baten. Er war, schwer an Gicht leidend, in das Kloster Saint-Basle bei Reims geflüchtet, von da per Schiff auf der Marne nach Paris geflohen und hatte sich dort in der Klause eines Mönches versteckt. Kaiser Ludwig ließ ihn durch die Bischöfe Rothad (Rothard) II. von Soissons und Erchanrad von Paris gefangen nehmen und in das Kloster Fulda in Gewahrsam bringen.
Ebo machte eine neue Kehrtwendung. Auf dem Reichstag in Diedenhofen am 2. Februar 835 bekundete er, in Gegenwart des Kaisers und von 43 Bischöfen, in feierlicher Form die Ungesetzlichkeit der Geschehnisse von 833. Am 28. Februar 835 beteiligte er sich an der erneuten Krönung Ludwigs in der Kathedrale von Metz und bezichtigte sich selbst öffentlich und von der Kanzel herab des Irrtums.
Aber schon vier Tage später, am 4. März 835, trat Ludwig vor der von Erzbischof Drogo von Metz geleiteten Synode in Diedenhofen als Ankläger Ebos auf. Ebo habe ihm Verbrechen zur Last gelegt, die er niemals zugestanden, geschweige denn begangen habe; er habe ihn deretwegen vom Thron gestoßen und aus der kirchlichen Gemeinschaft ausgeschlossen; und er habe in Metz selbst gestanden, dass seine Handlungsweise in Soissons kirchlichem Recht widerspräche. Ebos Selbstverteidigung – er verwies auf die anderen Bischöfe, die ebenso schuldig seien wie er – war sowohl würdelos als auch erfolglos. In Diedenhofen und Metz war er, um Ludwigs Rache zu entgehen, in seiner Selbstanklage zu weit gegangen. Als er nun sah, dass er sich nicht retten konnte, sollte die Strafe auch andere treffen. Auf sein Bitten stimmte die Versammlung lediglich zu, dass nur Geistliche über ihn urteilen sollten. Auf Grund der Entscheidung dreier von ihm erwählter Richter, des Erzbischofs Aiulf (Heiliger Août) von Bourges und der Bischöfe Modoin von Autun und Badurad von Paderborn, bekannte sich Ebo in einem von ihm unterzeichneten Schriftstück seines Amtes für unwürdig und einverstanden mit der Wahl seines Nachfolgers. Nach mündlicher Wiederholung dieser Erklärung vor Erzbischof Nothon (Noto) von Arles und den Bischöfen Theoderich (Dietrich) von Cambrai und Fichard von Tournai und Noyon verkündeten die Synode einstimmig Ebos Absetzung. Die Administration des Erzstifts Reims wurde dem Abt Fulko von St. Rémi in Reims übertragen.
Ebo wurde dem Kloster Fulda zu strenger Haft übergeben. Umsonst wandte sich Abt Hraban von Fulda durch Vermittlung des Abtes Markward von Prüm an Karl den Kahlen, an Kaiserin Judith und an den Halbbruder Ludwigs, Erzbischof Drogo von Metz. Erst nach Ludwigs Tod am 20. Juni 840 erlangte Ebo wieder die Freiheit.

### Wiederkehr und erneute Absetzung
Ebo stellte sich sofort dem aus Italien herbeieilenden Lothar I. zur Verfügung, mit dem er in Worms zusammentraf. (Manche Quellen besagen, dass er sofort nach des alten Kaisers Tod heimlich aus dem Kloster Fulda geflohen sei, andere, dass er mit Abt Boso von Fleury nach Worms gereist sei.) Er wurde mit der Wiedereinsetzung in die erzbischöfliche Würde belohnt, die eine Versammlung von Lothar ergebenen Bischöfen in Ingelheim Ende August 840 in aller Form verkündete. Am 6. Dezember 840 zog Ebo in Gegenwart Lothars in Reims ein. Mit der Weihe mehrerer Geistlicher betonte er, dass er nur seine Restitution, nicht aber seine Absetzung von 835 als einen nach kanonischem Recht gültigen Akt betrachtete. Drei während seiner Abwesenheit geweihte Suffraganbischöfe ersuchten nachträglich bei ihm um ihre Bestätigung.
Er konnte sich aber kaum ein Jahr in Reims behaupten. Bald nach Lothars Niederlage in der Schlacht von Fontenoy am 25. Juni 841 vertrieb ihn Karl der Kahle aus Reims. Die Verwaltung des Erzstifts wurde zunächst wieder an den Abt Fulko von St. Rémi und dann an Bischof Nothon von Arles übertragen. Beim Friedensschluss der Brüder im Vertrag von Verdun 843 erhielt Ebo keine nennenswerte Unterstützung durch Lothar und musste sich mit den Abteien Stablo in Belgien und Bobbio in Italien begnügen, mit denen ihn Lothar ausstattete.
Ebos Ehrgeiz blieb ungebrochen. Im Einverständnis mit Kaiser Lothar, der ihn zu mehreren Gesandtschaften verwandte und dem die erneute Überweisung des Reimser Erzbistums an einen Anhänger wie Ebo vorteilhaft erscheinen musste, forderte er im Juni 844 in Rom von Papst Sergius II. (844–847) die Rekonziliation und als ihr äußeres Zeichen das Pallium. Sergius lehnte ab und gestand ihm nur die Laienkommunion zu.
Am 18. April 845 wurde Hinkmar, ein Parteigänger und enger Berater Karls des Kahlen, auf der Synode von Beauvais zum Erzbischof von Reims ernannt, und die Sedisvakanz des Erzbistums war damit beendet.

### Bistum Hildesheim
Kurz darauf fiel Ebo auch bei Lothar in Ungnade, weil er sich mit Verweis auf sein Alter weigerte, als kaiserlicher Gesandter nach Konstantinopel zu gehen. Er verlor seine beiden Abteien und eine von ihm gekaufte Besitzung in Italien. Diesmal fand er Zuflucht bei König Ludwig dem Deutschen. 844 oder 845 wurde er zum Bischof von Hildesheim ernannt, vielleicht auf Fürsprache Ansgars von Bremen und Hrabans von Fulda, und wohl mit stillschweigendem Einverständnis des Papsts.
Ebo, immer dort Anschluss suchend, wo sich Aussicht auf persönlichen Vorteil bot, gab die Hoffnung, noch einmal nach Reims zurückzukehren, nie auf. Im Einvernehmen mit Ludwig dem Deutschen nahm Lothar, trotz des vorangegangenen Zerwürfnisses, Ebos Ansprüche wieder auf, um dadurch Karl den Kahlen in Verlegenheit zu bringen. Ebo war längst nur noch eine Art Schachfigur im Spiel der brüderlichen Rivalen. Papst Sergius II. genehmigte die Einberufung einer Synode nach Trier im Sommer 846, die die Rechtmäßigkeit der Wahl Hinkmars zum Erzbischof von Reims untersuchen sollte. Sie blieb ohne Ergebnis, denn Ebo wollte sich dem unter westfränkischem Einfluss stehenden Gericht und der Aufforderung, persönlich zu erscheinen oder bevollmächtigte Vertreter zu entsenden, nicht fügen. Ebenso verweigerte er ein Erscheinen auf der Synode in Paris gegen Ende 846, die ihm das Betreten des Reimser Sprengels und jegliche Verbindung mit dessen Angehörigen untersagte, bis er sich rechtsförmlich gestellt und sein endgültiges Urteil empfangen habe. Spätere Gesuche an den Papst fanden kein Gehör mehr, und eine Reise ins Westfrankenreich war vergeblich.

### Schriftstellerische Tätigkeit
Ebos schriftstellerische Tätigkeit diente der Rechtfertigung und Selbstverherrlichung, wie insbesondere die zwei Ausgaben seiner Verteidigungsschrift, des sog. Apologeticum Ebonis, belegen. Beide suchten seine Absetzung im Jahre 835 als ungesetzlich und die Restitution von 840 als rechtmäßig hinzustellen. Sein Schuldbekenntnis von Diedenhofen habe er nur abgegeben, um dem äußeren Druck zu entgehen, nicht um die eigene Rettung zu erwirken. Kein Vergehen sei darin ausdrücklich genannt, um dessentwillen er hätte abgesetzt werden dürfen. Die zweite Ausgabe, wahrscheinlich 842 oder 843 veröffentlicht, verbindet den Ton gekränkter Unschuld mit dem der demütigen Ergebung in ein angeblich unverdientes Schicksal. Ebo scheute sich darin auch nicht, offensichtliche Fälschungen zu verbreiten. In Lothars Wiedereinsetzungsurkunde von 840 schaltete er eigene Zutaten ein, und das Dokument, das der Freude der Reimser Suffraganbischöfe über seine Rückkehr Ausdruck geben soll, war sein Machwerk. Das Gleiche gilt für eine angebliche Urkunde Gregors IV., die die Absetzung von 835 für unzulänglich erklärt und Ebos erzbischöfliche Würde im vollen Umfang wieder herstellt, andererseits aber auch bezeugen will, dass der Papst Ebos Rückkehr nach Reims wohl für wünschenswert, aber momentan für gefahrvoll halte und deshalb sein Wirken in einem anderen Sprengel gestatte. Kein Zweifel, dass damit Ebos Versetzung nach Hildesheim nachträglich gerechtfertigt werden sollte.
Ebo ist jedoch wohl nicht, wie lange vermutet wurde, der Urheber der Pseudoisidorischen Dekretalen. Dies wurde schon 1904 von Albert Werminghoff bezweifelt. Aktuelle Forschungsergebnisse des Kölner Mediävisten Klaus Zechiel-Eckes lassen den Pseudoisidor-Fälscher vielmehr in der Abtei Corbie bzw. im Umkreis ihres Abtes Paschasius Radbertus vermuten.

### Tod
Ebo starb am 20. März 851. Sein Nachfolger in Hildesheim, der später heiliggesprochene Altfrid, hob die von Ebo erteilten Weihen als ungültig auf. In Reims behauptete sich sein Feind Hinkmar im langwierigen Streit, der erst 867 endgültig beigelegt wurde, über die Rechtmäßigkeit der durch Ebo 840 und 841 vollzogenen Ordinationen.